# Загребский зоопарк
Загребский зоопарк (хорв. Zoološki vrt grada Zagreba) — городской зоопарк, расположенный в столице Хорватии Загребе. Это один из трёх хорватских зоопарков.
Расположен в парке Максимир. Площадь собственно зоопарка — 5,5 Га, вместе с озерами и прудами — 7 Га. Всего в Загребском зоопарке содержатся 2 225 особей 275 видов животных.
Среди интересных и редких животных Загребского зоопарка — барс снежный, малая панда, окапи, аддакс, сахарский орикс, северокитайский леопард, шимпанзе обыкновенный, мартышка диана, зубр, карликовый гиппопотам, двугорбый верблюд.
Зоопарк в Загребе был открыт 17 июня 1925 года. Основателем Загребского зоопарка был хорватский водный инженер и филателист Мийо Филипович (Mijo Filipović; 1869—1948).
Начиная с 1990 года продолжалась реконструкция зоопарка.
Загребский зоопарк является членом Всемирной ассоциации зоопарков и аквариумов (World Association of Zoos and Aquariums), участвует в Европейской программе видов животных, находящихся под угрозой исчезновения (European Endangered Species Programme).
Сейчас директором зоопарка является Даворка Малькович (Davorka Maljković).

## Галерея
- Вход в зоопарк
- Рысь евразийская в зоопарке
- В отделе Океании
- Вольер, посвященный «вершине» эволюции на Земле